# Conacul Cantacuzino din București
Conacul Cantacuzino din București este un monument istoric aflat pe teritoriul municipiului București.

## Galerie

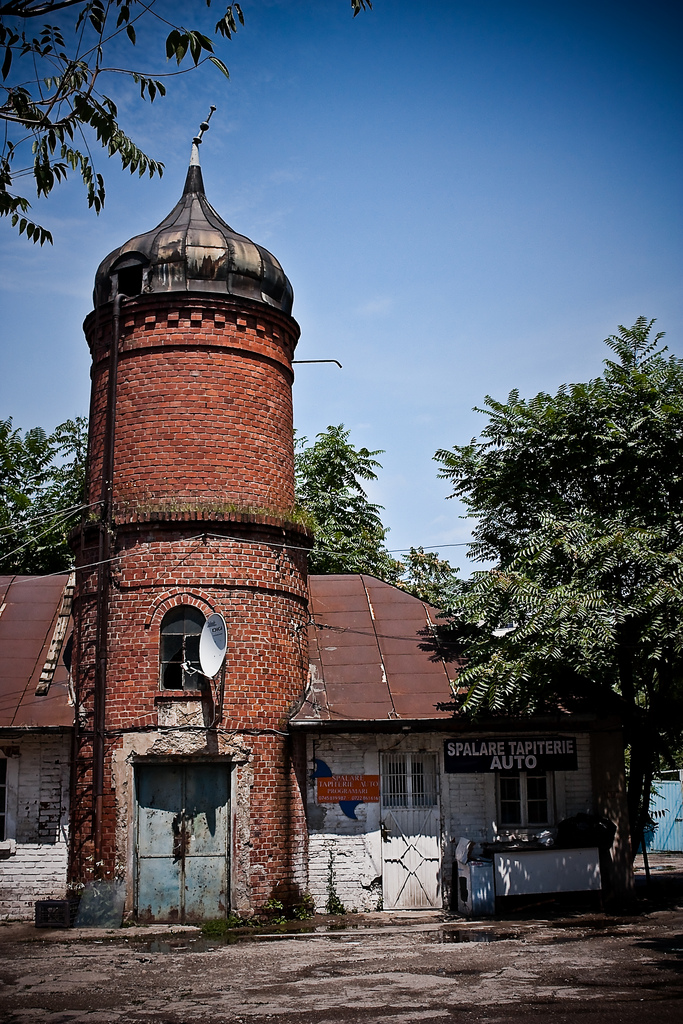
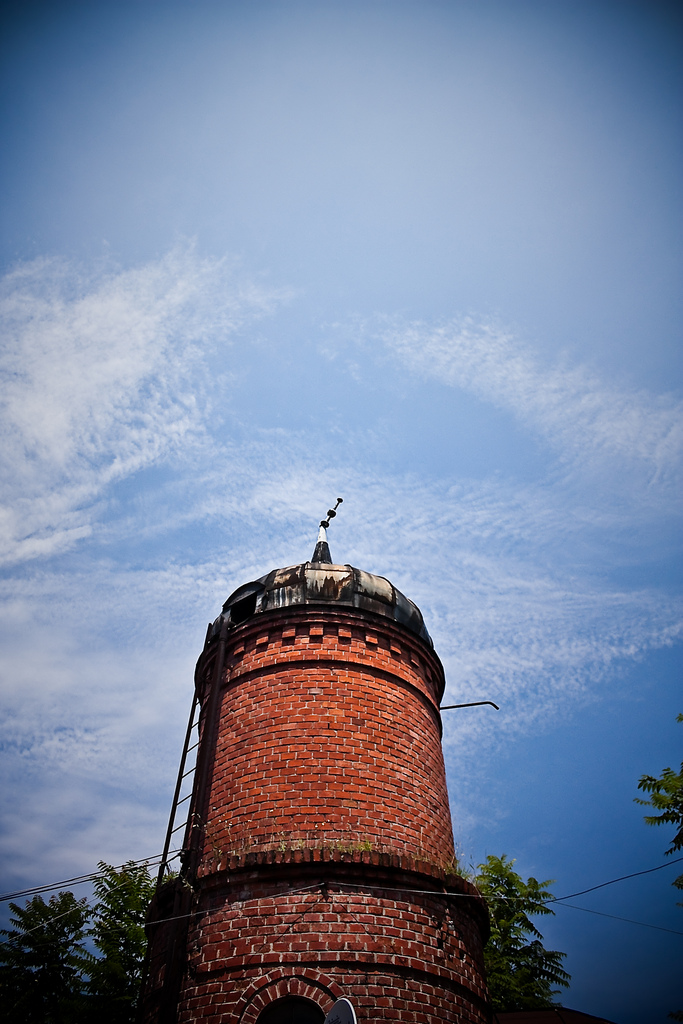
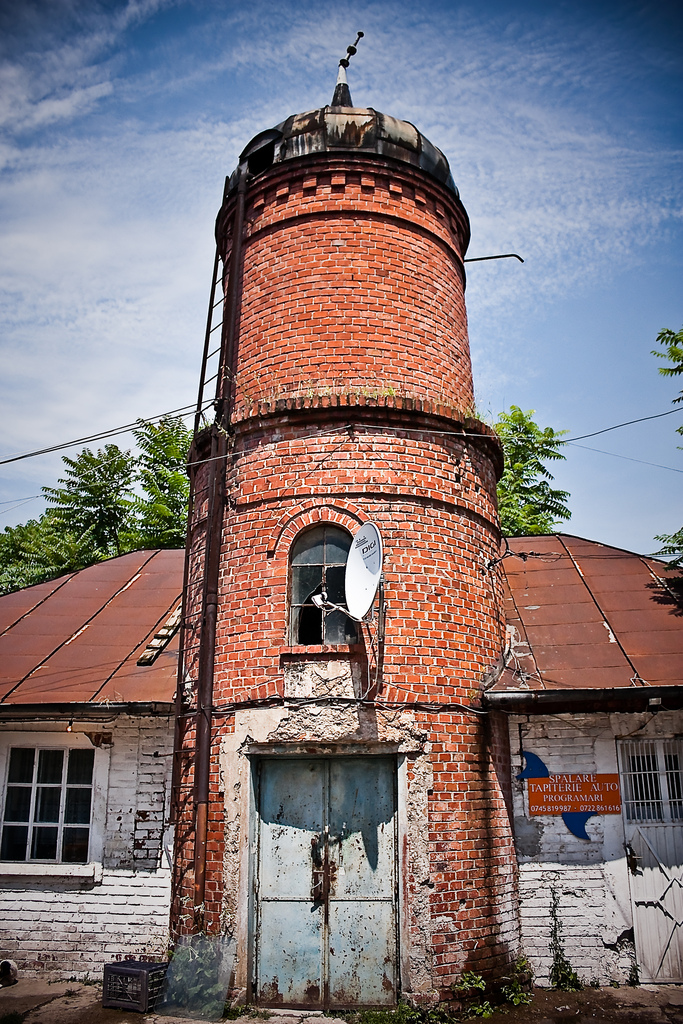
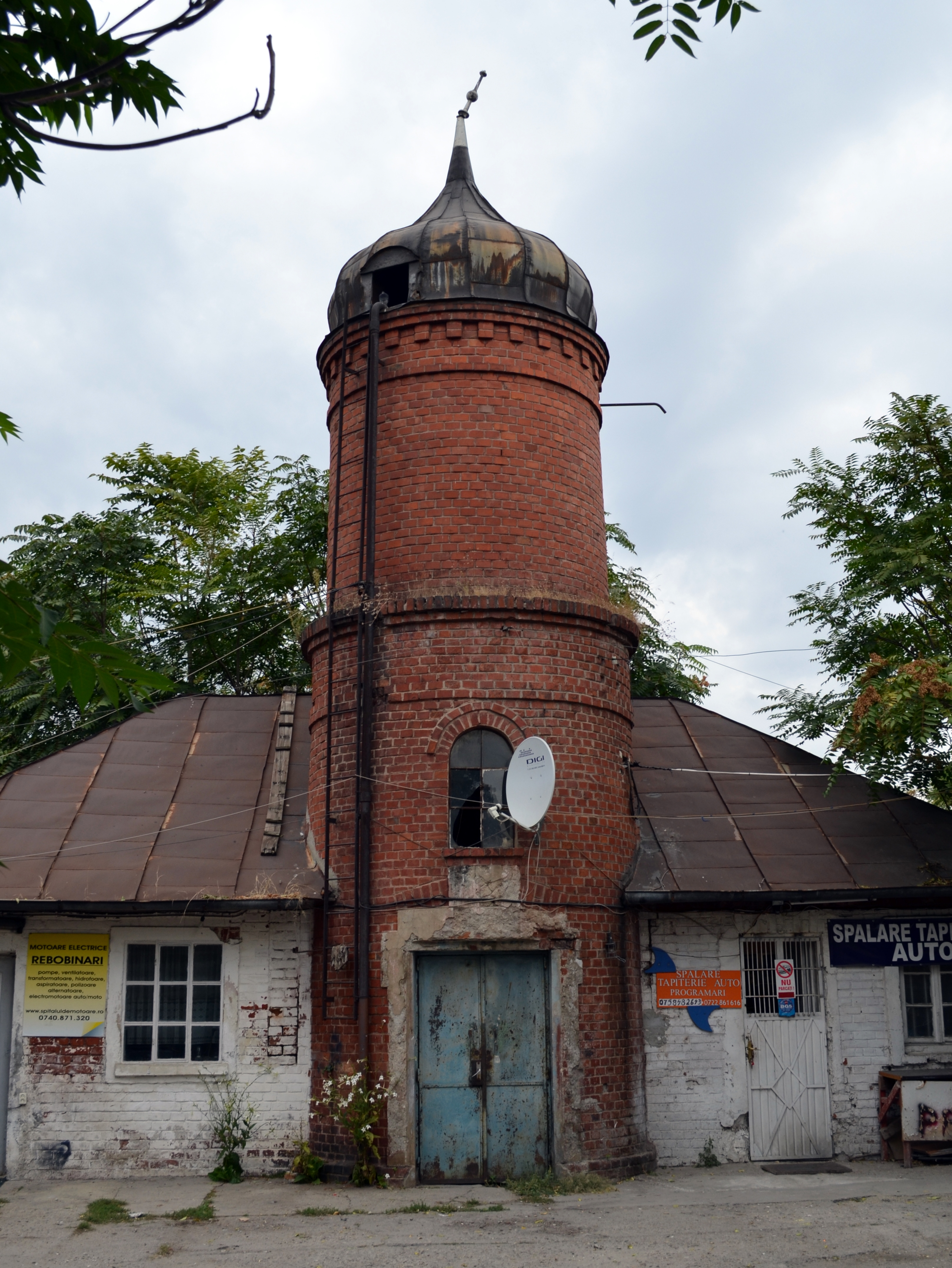